# Fort Myers (Florida)
Fort Myers es una ciudad ubicada en el condado de Lee, en el estado estadounidense de Florida. En el Censo de 2010 tenía una población de 62.298 habitantes y una densidad poblacional de 491,12 personas por km².

## Historia
Fundada en 1886, Fort Myers es el centro histórico y gubernamental del condado de Lee. Es la puerta de entrada a la región suroccidental de la Florida, que es un importante destino turístico. La casa de invierno de Thomas Edison (Seminole Lodge) y Henry Ford (Los Mangos), que son las dos principales atracciones turísticas de la región, se encuentran en McGregor Boulevard en Fort Myers.
El 13 de agosto de 2004, Fort Myers fue golpeado duramente por el huracán Charley, un huracán de categoría 4, que llegó a tierra al norte de la zona. En 2005, el huracán Wilma azotó al sur de Naples, pero, sin embargo, causó grandes daños en Fort Myers y sus suburbios meridionales.
El 28 de septiembre de 2022, el huracán Ian tocó tierra cerca de la ciudad como un huracán de categoría 4 de alto nivel, causando daños sustanciales a la ciudad en forma de fuertes vientos y marejadas ciclónicas. Los daños fueron significativos y generalizados.

## Geografía
Fort Myers se encuentra ubicada en las coordenadas 26°37′8″N 81°49′55″O / 26.61889, -81.83194. Según la Oficina del Censo de los Estados Unidos, Fort Myers tiene una superficie total de 126.85 km², de la cual 103.49 km² corresponden a tierra firme y (18.42%) 23.36 km² es agua.

## Demografía
Según el censo de 2010, había 62.298 personas residiendo en Fort Myers. La densidad de población era de 491,12 hab./km². De los 62.298 habitantes, Fort Myers estaba compuesto por el 54.61% blancos, el 32.33% eran afroamericanos, el 0.63% eran amerindios, el 1.57% eran asiáticos, el 0.08% eran isleños del Pacífico, el 7.96% eran de otras razas y el 2.82% pertenecían a dos o más razas. Del total de la población el 19.97% eran hispanos o latinos de cualquier raza.

## Lugares Interesantes
- El Centro Artisanal Tribby (Tribby Arts Center) , recién construido.